# Powiat Vranov nad Topľou
Powiat Vranov nad Topľou (słow. okres Vranov nad Topľou) – słowacka jednostka podziału administracyjnego znajdująca się w kraju preszowskim na obszarze historycznych regionów Szarysz i Zemplín. Powiat Vranov nad Topľou zamieszkiwany był przez 76 504  obywateli (w roku 2001), zajmował obszar 769 km². Średnia gęstość zaludnienia wynosiła 99,49 osób na km². Miasta: Hanušovce nad Topľou  i powiatowy Vranov nad Topľou.